# El Pana
Rodolfo Rodriguez dit « El Pana » est un matador mexicain, né le 2 février 1952 à Apizaco (État de Tlaxcala) et mort le 2 juin 2016 à Guadalajara (Jalisco). Autoproclamé « dernier torero romantique », il est connu pour ses extravagances et son sens du spectacle.

## Biographie
Il prend l'alternative à Mexico le 18 mars 1979 avec, comme parrain, Mariano Ramos et comme témoin, Curro Leal. À cause de ses nombreuses extravagances, il subit le rejet et le discrédit pendant plus de vingt ans. Il sombre dans la misère et l'alcoolisme. Il fréquente les milieux de la prostitution. À l'âge de 55 ans, marqué par les excès et une vie vagabonde durant laquelle il exerce différents petits métiers, il se fait à nouveau remarquer et obtient de toréer dans la Plaza Monumental de Mexico comble le 7 janvier 2007.
Sa longue coleta grise, ses costumes tout droit sortis de l'époque romantique, sa cape d'apparat d'un excentrique style mexicain aux couleurs flashantes et son sempiternel cigare, qu'il ne bouge ni pour le paseo, ni pour toréer, se conjuguent à un énorme et étonnant répertoire de passes et lui valent un succès colossal.
Rodolfo Rodriguez, lors d'un combat le 1er mai 2016, est grièvement blessé lors d'une corrida au Mexique. Il a été diagnostiqué tétraplégique.
Le matador a reçu un violent coup de corne en affrontant son deuxième taureau, se brisant les cervicales en retombant lourdement sur le sol. Un peu plus tôt dans l'après-midi, il avait déjà été renversé par son premier taureau et avait montré des signes de désorientation après ce choc, selon des témoins. Il décède un mois plus tard.

## Sources
- El Pana, Panache du Mexique, in Libération, 25 janvier 2007
- http://www.lematin.ch/monde/torero-el-pana-restera-tetraplegique/story/30488627